# Waterpolo Pla-Za Zaragoza
La Asociación Waterpolo Zaragoza, en los últimos años conocido debido a su patrocinio como el Waterpolo PLA-ZA Zaragoza, era un club de waterpolo con sede en Zaragoza, España. Fundado en diciembre de 2000 y que desapareció en 2008 debido a problemas financieros.

## Historia
El club se crea debido al ascenso del equipo de waterpolo El Olivar a división de honor. Debido al patrocinio por parte de Plataforma Logística e Zaragoza S.A. el club pasa a llamarse Waterpolo PLA-ZA Zaragoza. La piscina en la que competía era Estadio Miralbueno El Olivar.
A pesar de haber mantenido la categoría ganando en la promoción al Horta, el club presenta su renuncia al finalizar la temporada 2008 por problemas financieros.
Entre los jugadores destacables del equipo fueron entre otros: Ángel Andreo, Juraj Sakac y Gabi Hernández.